# Baj Šue
Baj Šue (kitajsko: 白雪; pinjin: Bai Xue), kitajska atletinja, * 15. december 1988, Heilongdžjang, Ljudska republika Kitajska.
Nastopila je na poletnih olimpijskih igrah leta 2008 in dosegla devetnajsto mesto v teku na 10000 mu. Na svetovnih prvenstvih je v maratonu osvojila naslov prvakinje leta 2009.